# Liste von Verschwörungstheorien der PKK
Die Schlüsselfiguren der PKK, allen voran der Führer („Serok“) Abdullah Öcalan, bedienen sich regelmäßig – auch antisemitischer – Verschwörungstheorien, die sich zumeist darum ranken, dass Juden, Mossad, Israel, das jüdische Kapital, Kryptojuden oder die CIA hinter Entwicklungen oder Ereignissen stecken.

## Judenfeindlichkeit unter Kurden
Der Historiker Rıfat N. Bali konstatiert eine feindselige Haltung kurdischer Autoren gegenüber den kryptojüdischen Dönme. Einerseits half demnach diese Feindseligkeit, zu verhindern, dass sich Kurden und Türken ihrer Rolle beim Völkermord an den Armeniern stellen mussten. Andererseits war die Bezichtigung eines politischen Gegners, ein Dönme zu sein, Teil der politischen Auseinandersetzung, deren sich auch Kurden bedienten.
Hauptgrund der Feindseligkeit kurdischer Nationalisten gegenüber Juden und Dönme ist nach Ansicht von Rıfat N. Bali die Türkisierungspolitik der jungen Republik Türkei. Dabei war es der Jude Munis Tekinalp, der mit seiner Schrift Türkleştirme die Grundlage für diese Politik legte. Einer der vehementesten Verfechter des türkischen Nationalismus in Sachen Kurdenfrage war Coşkun Kırca, ein ehemaliger Diplomat und Abgeordneter der Doğru Yol Partisi, von dem Gerüchte besagten, dass er ein Dönme sei. So wurden Kurden in der Vorstellung bestärkt, dass das Türkisierungsprogramm jüdischen Ursprungs sei. Zudem war die Vorstellung weit verbreitet, dass Dönme das Wirtschaftsleben der Türkei kontrollierten.

## Antisemitische Verschwörungstheorien unter Kurden in der Türkei
Ab den 1990er Jahren verbreiteten sich antisemitische Verschwörungstheorien über Dönme in der Türkei, die bis dato nur bei rechtsgerichteten und islamischen Gruppen kursiert hatten, auch unter den kurdischen Intellektuellen. Nefes schrieb dazu, dass sie Juden und Dönme als die eigentlichen Verursacher der Unterdrückung der Kurden betrachteten.

## Verschwörungstheorien in der PKK
Rıfat N. Bali charakterisiert PKK-Führer Abdullah Öcalan in seinem Buch über Verschwörungstheorien als “süchtig nach Verschwörungstheorien”.
Das Harbinger Journal kommt in einer Analyse der Aussagen Öcalans in der englischsprachigen Ausgabe von dessen dreibändigem „Manifesto for a Democratic Civilization“ und von seinem Buch The Sociology of Freedom ebenfalls zu dem Schluss, dass der Führer der Arbeiterpartei Kurdistans (PKK) Abdullah Öcalan antijüdische Verschwörungstheorien verbreitet. Auch eine Autorengruppe des Institute of Social Ecology beschreibt Öcalans Erzählungen mit dem Bezeichnung „Verschwörungstheorien“.
Der Verfassungsschutz kommt in seinem Bericht zum Jahr 2023 zu dem Schluss, dass sich Abdullah Öcalan sich immer wieder antisemitisch äußere, sich klassischer antisemitischer Stereotypen bediene und beispielsweise den Juden eine Mitschuld am Holocaust zuschreibe. In dieser Liste werden einige dieser Verschwörungstheorien ohne Anspruch auf Vollständigkeit aufgeführt. Diese Vorstellungen werden tagtäglich auf allen Kanälen der Organisation verbreitet. Dazu gehören die Fernsehkanäle Medya Haber TV, Çira TV, Stêrk TV, Ronahî TV, Jin TV und Aryen TV, die Tageszeitung Yeni Özgür Politika, das Ideologieorgan Serxwebûn, Publikationen für Jugendliche und Frauen, diverse Websites und Social Media.

## Liste
- In der Özgür Gündem vom 28. und 29. August 1994 erklärte Abdullah Öcalan, Atatürk sei ein jüdischer Konvertit gewesen. Die Türkei sei ein Werk des Zionismus und werde von Juden und Freimaurer beherrscht. Die moralische Verkommenheit Europas sei ebenfalls durch Juden herbeigeführt worden.[10] Das Magazin Der Spiegel berichtete 1995 über die antijüdische Propaganda der PKK. So wolle laut Öcalan der jüdische Staat die Entwicklung in den kurdischen Gebieten unter eigene Kontrolle bringen. Israel unterstütze heimlich den Krieg gegen die Kurden. Mustafa Kemal Atatürk sei laut der PKK-nahen Zeitung Yeni Politika höchstwahrscheinlich ein jüdischer Konvertit gewesen.[11]
- Im Buch „Soziologie der Freiheit“ verbreitet Abdullah Öcalan nach Analyse von Michael Blume antisemitische Verschwörungstheorien über den Einfluss der Dönme. Öcalan verkünde dort, dass die USA und der weltweite „Kapitalismus“ durch jüdische und Dönme-Verschwörer gelenkt würden. Auch schon das Christentum sei von diesen Verschwörern als „Rache am römischen Reich“ gegründet worden. Ferner erkläre Öcalan dort, dass die türkische Republik maßgeblich auf verschwörerische Kryptojuden zurückzuführen sei, wie überhaupt jeder Nationalstaat „zionistisch“ geprägt sei.[12]
- Der Angriff auf die Zwillingstürme in New York war nach Aussage Öcalans höchstwahrscheinlich eine Verschwörung. Damit sollte der Dritte Weltkrieg eingeleitet und die vollständige Hegemonie des Kapitalismus über den Nahen und Mittleren Osten sichergestellt werden.[13]
- Der französische Antisemitismusforscher Yves Coleman bezeichnet in einer Analyse Öcalans Ansicht, dass das russische Zarenreich in jüdischer Hand gewesen sei, als Verschwörungstheorie.[14]
- Abdullah Öcalan glaubt, dass Barış Manço keines natürlichen Todes starb, sondern ermordet wurde.[15]
- Rifat N. Bali zitiert folgende Aussagen Abdullah Öcalans über Juden: Die Dönme hätten es sich auferlegt, die Türken vom Islam zu lösen. Sie wollten die Türken damit isolieren, um besser Druck auf sie ausüben zu können.[16]
- Die PKK und ihre Anhängerschaft halten den Prozess der Ergreifung Abdullah Öcalans, der am 9. Oktober 1998 mit seiner Ausweisung aus Syrien aufgrund des Drucks der Türkei begann, für eine Verschwörung der USA, Israels und Großbritanniens. Sie nennen ihn „Internationales Komplott vom 9. Oktober 1998“ und behaupten, die Ergreifung diene dazu, den Völkermord an den Kurden voranzutreiben. Varianten dieser Verschwörungserzählung berichten, dass Agenten des Mossad Öcalan in Kenia festgenommen hätten, oder dass die Ergreifung erfolgt sei, weil die „Hegemonialmächte“ Angst vor den Vorstellungen Öcalans gehabt hätten.
- Der Historiker Rıfat N. Bali dokumentierte folgende Aussagen Öcalans als Verschwörungstheorie: Der Mossad, bzw. „die Juden“, platzierten nach Ansicht Abdullah Öcalans Hillary Clinton und Monica Lewinsky im Weißen Haus, um mit Hilfe der Lewinsky-Affäre Bill Clinton zu zwingen, ihn, Öcalan, an die Türkei auszuliefern.[17]
- Jüdisches Kapital und jüdische Ideologen hätten laut Öcalan, wie der Verfassungsschutz 2023 berichtet, einen Anteil am Hitlerfaschismus gehabt.[18]
- Nach Ansicht von Mustafa Karasu steckte Recep Tayyip Erdoğan hinter dem Terrorangriff der Hamas auf Israel 2023. Erdoğan vollzog damit als Agent Provocateur einen Plan der USA und Israels.[19]
- Cemil Bayık verbreitete im Zentralorgan der PKK Serxwebûn die Ansicht, dass der Mossad und die CIA die Hamas in Palästina „platziert“ hätten, um die palästinensische Bewegung zu schwächen.[20]
- Hinter der Ermordung von Ismail Haniyya steckt nach Ansicht von Duran Kalkan die Türkei. Damit habe die Türkei einen Krieg zwischen dem Iran und der Türkei hervorrufen wollen.[21]
- Der Führungskader der PKK Xebat Andok verbreitete im Ideologie-Organ Serxwebûn die Verschwörungstheorie, dass die Juden hinter der Aufrechterhaltung der Isolationshaft Öcalans steckten. Die Juden hätten seit jeher einen „ideologischen Krieg“ mit der „arischen Kultur“ geführt, namentlich mit dem Zoroastrismus. Als letzterer seinen Einfluss verloren habe, hätten die Juden eine ideologische Monopolstellung innegehabt. Diese Monopolstellung sei durch Abdullah Öcalan in Gefahr geraten. Denn die „kapitalistische Moderne“ sei eine „jüdische Erfindung“, daher sorgten die Juden dafür, dass die Isolationshaft Öcalans fortgesetzt werde. Dazu hätten „das System der kapitalistischen Moderne“ u. a. dem Barzani-Clan, der eigentlich jüdisch sei, eine kurdische Identität angedichtet, damit sie Öcalan bekämpften.[22]
- Die Juden, so erklärte Öcalan 2008 im Gespräch mit seinen Anwälten, würden den gesamten Kapitalmarkt in der Türkei kontrollieren und die AKP sei nur durch sie an die Macht gekommen. Ohne Erlaubnis des jüdischen Kapitals könne niemand in der Türkei einen Laden eröffnen. Zudem hätten Juden einen Großteil der Fläche der Provinz Urfa gekauft. Dieser Landkauf, der durch Mittelsmänner geschehe, habe eine 800-jährige Geschichte. Man wisse, dass bereits Paulus von Tarsus in dieser Hinsicht tätig gewesen sei.[23]
- Abdullah Öcalan hält in einem Interview, das die PKK-Zeitung Özgür Politika 2014 veröffentlichte, die Terrororganisation Islamischer Staat für ein Projekt Israels. Der Islamische Staat diene dazu, die Gebiete für das künftige Großisrael zu erobern.[24] In einem Leitartikel von Vocal Europe wurden diese Vorstellungen 2017 als bizarr bezeichnet.[25]
- Hinter dem Südostanatolien-Projekt steckt laut Abdullah Öcalan Israel, das mit Hilfe der Immobilienfirma ENKA dort das Land Stück für Stück aufkaufen.[26]
- Nach Ansicht von Öcalan steckten die Juden hinter den Morden an den Christen im Zirve-Verlag. Die Juden wollten nicht, dass Christen in Anatolien lebten.[27]
- Nach Ansicht von Duran Kalkan steckt sowohl das jüdische Kapital hinter den USA als auch hinter Russland, das beide Kräfte organisiere.[28]
- Nach Ansicht von Murat Karayılan steckt das jüdische Kapital hinter der AKP. Diese werde somit durch Israel gelenkt.[29]
- Nach Ansicht von Abdullah Öcalan ist die AKP lediglich die Agentur des globalen jüdischen Kapitals in der Republik Türkei.[30]
- Der Putschversuch in der Türkei 2016 war nach Ansicht von Murat Karayılan lediglich ein kontrolliertes und inszeniertes Putsch-Theaterstück.[31]
- Nach Ansicht von Abdullah Öcalan steckte Gladio als „protozionistisches System“ [sic] hinter dem Militärputsch in der Türkei 1980. Die Gladio wurde demnach dabei von den „globalen Hegemonialmächten“ unterstützt.[32]
- Hinter der Türkisch-islamischen Synthese steckten nach Ansicht Öcalans die USA und Großbritannien. Diese hätten sich angesichts der Iranischen Revolution und der Sowjetischen Intervention in Afghanistan gezwungen gesehen, mit Hilfe der Türkei Gegenmaßnahmen zu ergreifen und die Türkisch-Islamische Synthese erfunden, um die Türkei als Gendarm im Nahen Osten einzusetzen.[33]
- Im Gespräch mit seinen Anwälten erklärte Abdullah Öcalan 2011, dass der „Import“ von Frauen aus Marokko als Nebenfrauen für Männer in der Region Mardin gefährlich sei, da es sich um ein zionistisches Manöver handeln könne. Schließlich seien die Juden in Marokko sehr einflussreich.[34]
- Das Scheitern der Friedensgespräche Abdullah Öcalans mit Vertretern des Staates im Jahr 2013 auf der Gefängnisinsel İmralı schrieb Öcalan der Sabotage der jüdischen, griechischen und armenischen Lobby zu.[35]
- Nach dem Scheitern der Friedensgesprächen, die Abdullah Öcalan 2013 im Gefängnis führte, machte Öcalan die jüdische, griechische und auch armenische Lobby für das Scheitern des Friedensprozesses verantwortlich. Es gebe durch die Islamisierung Anatoliens eine "tausendjährige Wut des Christentums". Griechen, Armenier und Juden würden Ansprüche in Anatolien anmelden.[36]